# Diplazium apollinaris
Diplazium apollinaris är en majbräkenväxtart som beskrevs av Ferdinand Joseph L'Herminier och  Antoine Laurent Apollinaire Fée.
Diplazium apollinaris ingår i släktet Diplazium och familjen Athyriaceae. Inga underarter finns listade i Catalogue of Life.